# Plaza de Portugalete
La plaza de Portugalete es una vía urbana de la ciudad de Valladolid, España.

## Descripción

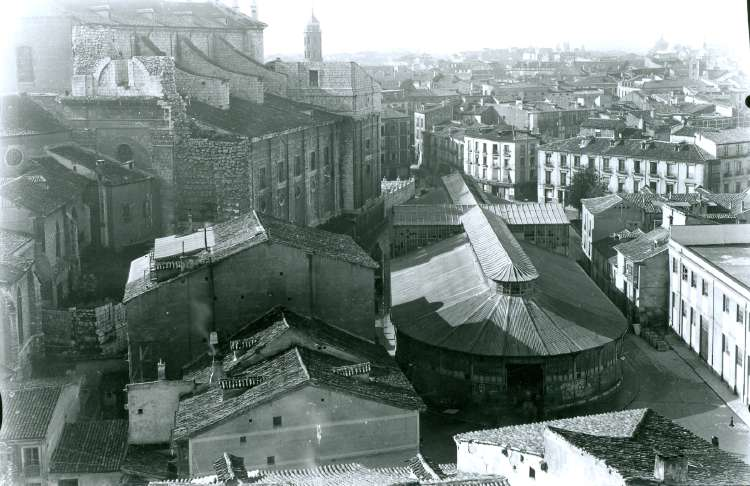
Vista de la plaza con el mercado de Portugalete hacia principios del siglo XX

Aparece descrita en Las calles de Valladolid de Juan Agapito y Revilla de la siguiente manera:

Tenía una papeleta referente a esta plaza y justificación de su nombre, hecha cuando ni había pensado que algún día me daría por formar este nomenclátor ilustrado, y tan guardada debe estar que no la encuentro entre mis colecciones de papeles sueltos. No la busco más, y queda, por tanto, en que no sé el origen del nombre «de Portugalete» aplicado a la plazuela.

Antes de hacerse el actual edificio de la Catedral, el paraje habría de tener una forma y disposición muy distintas a las de ahora, pero siempre, en toda su longitud, iba el Esgueva descubierto con un puente en un extremo, el próximo a la calle de los Baños (Echegaray), y otro, aguas abajo, el de las Carnicerías, entre la plaza de la Libertad y la calle de los Tintes. Del lado de la Catedral brotaba un manantial caudaloso, que venía a estar cabe la actual capilla de San Juan Evangelista, por el exterior, es claro, al cual titularon los «caños de la Catedral» y también «de Portugalete», manantial que servía a un lavadero y que engrosaba el raquítico caudal del Esgueva.
Ese lavadero era muy anterior a la obra nueva de la Catedral y dio nombre a una calle que llamaban «de la Lavandería», palabra antigua a la que ha sustituido la de «lavadero». Muchas referencias hay de la «calle de la Lavandería», en la que tenía casas la Iglesia de Santa María la Mayor, probablemente adosadas a terrenos de la iglesia antigua. Basta referir algunas. En 19 de noviembre de 1506, Pedro de Guadalupe arrienda unas casas del Prior y Cabildo de la Iglesia Mayor, situadas en la calle de «la Lavandería» (B. del S., V, 231); hecho que se repite en otras ocasiones con casas de la misma calle y de la misma propiedad, con Antón de Hempudia y su mujer Ana Alonso, en 22 de octubre de 1510 (B. del S., V, 232); en 14 de noviembre de 1524 con Pedro de Guadalupe, entallador, que toma a venta unas casas ad vitam et refactionem en la calle que dicen «de la Lavandería» (B. del S., X, 124); con Juan de Cigales, zapatero, en 29 de agosto de 1526 (B. del S., V, 238).
Esa lavandería o lavadero ha subsistido por siglos, y en 1788, con motivo de la inundación por desbordamiento del Esgueva, se escribía de él: «En la misma línea [del puente de Magaña al de Carnicerías] se encuentra un abundante y espacioso lavadero para cuyo resguardo se construyó una gran manguardia de cantería, que debería servir al mismo tiempo para resistir el batiente y llena de las aguas: esta se halla destruida y en mala disposición todo aquel sitio».
Sí varió mucho el paraje con la construcción de la Catedral, no poco, también, en el siglo XIX, pues, por de pronto, se cubrió el ramal del Esgueva que discurría por aquel paraje, bien ventajosamente para el ornato, la higiene y la comodidad de la ciudad; y ello me hace recordar que sobre la gran explanada que con tal motivo se formó se hizo un mercado con casetas de madera y una plazoleta central, también de madera; que éste se sustituyó por el de hierro que tiene actualmente, edificado a la vez que se construyeron los del Val y Campillo, y que se le llama «de Portugalete», y en darle tal título hicieron bien, pues que tampoco variaron los nombres de los otros dos; y que en 10 de abril de 1863 se limitó la plazuela diciendo que «En la plazuela de Portugalete se comprenderán las casas de D. Julián Pastor, la de enfrente que da vista a la Plazuela, la de Don Blas Dulce y la de D. Saturnino Gómez Escribano», quedando como hoy está.
Y no recuerdo más que merezca la pena de ser mencionado en relación con esta popular plazuela, sino lo referente a esa ampliación de 1863 a una línea de casas, que era la correspondiente desde la calle del León de la Catedral a la plazuela de la Libertad. Porque «el Portugalete» hasta esa fecha comprendía todo lo del lado de la Catedral y su acera frontera desde la calle de los Baños (de Echegaray de hoy) hasta la plazuela de la Libertad (actualmente de Onésimo Redondo), incluyendo un grupo de casas que se han derribado hace pocos años y que venía a estar donde se ha hecho una especie de pérgola en dicha plazuela, con el busto del poeta Don Leopoldo Cano y Masas.
A la parte de la plazuela de Portugalete —cuyo nombre de Portugalete veo por primera vez en el plano de 1788— próxima a la de la Libertad, debió titulársela «la Velería» y «calle de la Velería» por la dicha última plazuela citada y calle de los Tintes. Me fundo para sentar esto en unos párrafos de la Memoria de las desgracias ocurridas en... 25 de febrero de... 1788. En ellos se lee (pág. 24): «El puente de las Carnicerías padeció mucho mayores quiebras y roturas por ser dilatado su cañón o rosca, y hallarse cegados sus arcos y bóvedas aunque de la mejor construcción: varias casas de las Carnicerías y Velería hasta salir a la calle de este nombre: quedaron todas destruidas, y la mayor parte desplomadas». Y más adelante (pág. 166) se sitúa bien la Velería: «Contiguo a él [al sitio de Portugalete] se halla el puente de las Carnicerías con dos arcos de bastante magnitud en su diámetro, los que siguen formando cada uno un cañón de bóveda y una línea bastante dilatada, que dan paso a dos calles públicas, y entre ellas se encuentra la casa de las Carnicerías, cuya fábrica es de suma gravedad y grosor, y carga sobre los citados puentes del mismo modo que la casa de la Velería».
He visitado los sótanos de la casa que fue «las Carnicerías», en los que aún puede observarse algo de lo que se decía en 1788, y como «la Velería» estaba al lado de aquellas Carnicerías, tenía que estar situada precisamente en el ángulo de Portugalete a Tintes. De ahí que «calle de la Velería» fuera ese trozo, o parte de él, que se agregó en 1863 a la plazuela de Portugalete, en la bajada de León de la Catedral a la plazuela de la Libertad.
Al «puente de Magaña» que estaba, según se expresó oportunamente, para subir a «las Cabañuelas», se le llamó también, en algún tiempo, «puente de la Velería», lo que parece indicar que la Velería estaría por allí cerca, quizá a la subida de Cabañuelas, antes de hacerse el edificio propio al lado de «las Carnicerías».

Es común designar la «Velería» en la calle de la Libertad, hoy casas números 14 y 16 de esta calle, y yo mismo lo he dicho en otro lugar; pero, por los datos apuntados, mejor se sitúa donde se indica ahora. Para resolver la duda, el estudio de las escrituras antiguas sería indispensable, ya que, según lo expresado, se sabe a quién se vendió el edificio de la Velería.

El mercado de la plaza fue derribado en 1974. En 2008 se reformó y peatonalizó la plaza y su entorno, construyendo en ella un aparcamiento subterráneo.